# Marius von Mayenburg
Marius von Mayenburg, född 21 februari 1972 i München, är en tysk dramatiker, dramaturg och teaterregissör.

## Biografi
Marius von Mayenburg studerade först medeltidens litteratur vid Ludwig-Maximilians-Universität i München innan han flyttade till Berlin där han studerade dramatik vid Universität der Künste 1994–1998. År 1998 blev han dramaturg på Deutsches Theaters i Berlin annexscen Die Baracke. Sedan 1999 är han husdramatiker på Schaubühne am Lehniner Platz i Berlin, där han även regisserat, däribland en uppmärksammad Mycket väsen för ingenting (Viel Lärm um Nichts) av William Shakespeare 2013. Han debuterade med dokudramat Haarmann 1996 om seriemördaren Fritz Haarmann och fick sitt genombrott 1998 med Feuergesicht (Eldansikte), ett brutalt familjestycke om två föräldrar som står handfallna inför barnens vredgade revolt. Dottern provocerar sexuellt och sonen söker ensamheten, fascinerad av eldens renande kraft. Både på Die Baracke och på Schaubühne har han haft ett nära samarbete med regissören Thomas Ostermeier. Marius von Mayenburgs pjäser har översatts till mer än 30 språk. För genombrottspjäsen Feuergesicht tilldelades han både Kleist-Förderpreis für junge Dramatik 1997 och Preis der Frankfurter Autorenstiftung 1998.
Karakteristiskt för hans stil är montagetekniken, det hårdkokta språket och de öppna sluten, ofta i total upplösning. Hans huvudpersoner är våldsmän i konflikt med sig själva och med verbal destruktivitet. Pjäserna växlar mellan det råa och det poetiska. Han pendlar mellan kammarspel och skräckfyllda mardrömsscener.

## Uppsättningar i Sverige
- 2001 Eldansikte (Feuergesicht), Göteborgs stadsteater, översättning Ulf Peter Hallberg, regi Mattias Knave
- 2002 Eldansikte, Stockholms stadsteater, översättning Ulf Peter Hallberg, regi Linus Tunström, med bland andra Lena B. Eriksson, Leif Andrée & Peter Viitanen
- 2003 Det kalla barnet (Das kalte Kind), Dramaten, översättning Ulf Peter Hallberg, regi Staffan Valdemar Holm, med bland andra Lena Endre, Nadja Weiss, Rikard Wolff & Magnus Roosmann
- 2008 Bländverk (Augenlicht), Teater Giljotin, regi Rickard Günther, med bland andra Staffan Westerberg
- 2008 Den fule (Der Hässliche), Östgötateatern, översättning Magnus Lindman, regi Stina Ancker
- 2008 Den fule, Dramaten, översättning Magnus Lindman, regi Emil Graffman, med bland andra Simon Norrthon
- 2009 Skimmer (Augenlicht), Malmö stadsteater, översättning Magnus Lindman, regi Hugo Hansén
- 2010 Stenen (Der Stein), Göteborgs stadsteater, översättning Ulf Peter Hallberg, regi Mattias Nordkvist
- 2013 Perplex (Perplex), Teater Tribunalen, Stockholm, översättning Ulf Peter Hallberg, regi Henrik Dahl, med bland andra Andrea Edwards & Sylvia Rauan
- 2013 Martyrer (Märtyrer), Stockholms stadsteater, översättning Monica Ohlsson, regi Dritëro Kasapi
- 2014 Martyrer, Malmö stadsteater, översättning Monica Ohlsson, regi Olof Lindqvist
- 2019 Perplex,  Borås stadsteater, översättning Ulf Peter Hallberg, regi Viktor Tjerneld
- 2021 Ex (Ex), Riksteatern, översättning Magnus Lindman, regi Marius von Mayenburg, med bland andra Helena af Sandeberg & Andreas Kundler
- 2023 Den fule, Dalateatern, översättning Magnus Lindman, regi Nina Rudawski